# فریدون بوکر
فریدون بوکر (ترکی استانبولی: Feridun Buğeker; ۵ آوریل ۱۹۳۳ – ۶ اکتبر ۲۰۱۴) بازیکن فوتبال اهل ترکیه بود.
از باشگاه‌هایی که در آن بازی کرده‌است می‌توان به باشگاه فوتبال فنرباغچه و باشگاه ورزشی گوزتپه اشاره کرد.
وی همچنین در تیم ملی فوتبال ترکیه بازی کرده‌است.